# Gnavere
Gnavere (latin: Rodentia) er en gruppe af pattedyr med rodåbne fortænder (fortænder der vokser hele livet). Gnaverne er den største (artsrigeste) orden af pattedyr.

## Levevis og udseende
Gnaverne omfatter dyr med vidt forskellig levevis. Nogle lever i træerne, andre på jorden, og mange graver gange. I størrelse varierer de fra dværgmusen på 5-8 gram til det sydamerikanske kapivar, der kan veje over 50 kg. De aller fleste gnavere er planteædere og de spiller en stor rolle som bytte for hovedparten af de kødædende dyr. Gnaverne er udbredt i alle verdensdele, og til dem hører nogle af de alvorligste skadedyr.

### Tænder
Karakteristisk for gnaverne er tandsættet, der er et velegnet gnaveredskab. Fortænderne, gnavertænderne, sidder langt fremme i munden og adskilt fra kindtænderne med et stort tandløst mellemrum. Der er to fortænder i overkæben og to i underkæben. De er lange og krumme og stedsevoksende, så de kan holde trit med det slid, der forårsages af gnavningen. F.eks. vokser fortænderne 2,7 mm om ugen hos rotten. Kun forsiden og noget af sidefladerne er beklædt med en ofte brunlig emalje. Bagsiden består af tandben. Da emalje er hårdere end tandben, slides fortænderne skråt i spidsen, så de bliver skarpt mejselformede. Antallet af kindtænder i hver kæbehalvdel varierer mellem 3 og 5. De er forskelligt bygget alt efter føden. Hos eksempelvis studsmusene, der lever af seje plantedele, er kindtænderne rodåbne og stedsevoksende med høje kroner, der har skarpe, foldede emaljelister, hvilket gør at tænderne tåler et stort slid.

### Hareskår
Hos de fleste gnavere er overlæben spaltet i et såkaldt hareskår, så fortænderne kan bevæge sig uhindret. Desuden er læberne hos mange gnavere fortykket ud for mellemrummet mellem fortænder og kindtænder. Denne fortykkelse kan skydes ind i mellemrummet og afspærre den bageste del af munden, så spåner og lignende ikke kan komme ind i munden under gnavningen.

## Systematik
Trods genetiske undersøgelser er der stadig usikkerhed om, hvordan gnaverne er indbyrdes beslægtede.
I Mammal Species of the World har Carleton og Musser (2005) foreslået en opdeling med fem underordner, 33 familier, 481 slægter og 2277 arter:
Orden Rodentia
- Underorden Anomaluromorpha
  - Familie Anomaluridae: skælhaleegern
  - Familie Pedetidae: springharer
- Underorden Castorimorpha
  - Familie Castoridae: bævere
  - Familie Geomyidae: taskerotter
  - Familie Heteromyidae: taskemus
- Underorden Hystricomorpha
  - Familie incertae sedis Diatomyidae: Laonastes aenigmamus
  - Familie Ctenodactylidae: gundier
  - Familie Bathyergidae: muldvarpegnavere
  - Familie Hystricidae: hulepindsvin
  - Familie Petromuridae: klipperotte
  - Familie Thryonomyidae: sukkerrør-rotter
  - Familie Abrocomidae: rottechinchillaer
  - Familie Capromyidae: hutiaer
  - Familie Caviidae: marsvin, mara, flodsvin
  - Familie Chinchillidae: chinchillaer
  - Familie Ctenomyidae: kamrotter
  - Familie Dasyproctidae: agoutier
  - Familie Cuniculidae: pacaer
  - Familie Dinomyidae: pacarana, Guinea-zilla
  - Familie Echimyidae: pigrotter
  - Familie Erethizontidae: træpindsvin
  - Familie Myocastoridae: bæverrotter
  - Familie Octodontidae: deguer
- Underorden Myomorpha
  - Familie Dipodidae: kængururotter, springmus
  - Familie Calomyscidae: musehamstere
  - Familie Cricetidae: studsmus (lemminger, markmus, hamstere, mankerotte, amerikanske mus...)
  - Familie Muridae: ægte mus (husmus, brun rotte, ørkenrotter,...)
  - Familie Nesomyidae: hamsterrotter, klatremus, afrikansk hamster, madagascar-rotter, klippemus
  - Familie Platacanthomyidae: pig-syvsovere
  - Familie Spalacidae: blindmus, muldvarperotter, rodrotter
- Underorden Sciuromorpha
  - Familie Aplodontiidae: bæveregern
  - Familie Gliridae (også Myoxidae): syvsovere
  - Familie Sciuridae: egern (murmeldyr)